# Coral Bistuer
Coral Astrid Bistuer Ruiz (Madrid, 16 de noviembre de 1966) es una deportista española que compitió en taekwondo.
Ganó dos medallas en el Campeonato Mundial de Taekwondo, en los años 1987 y 1991, y cinco medallas en el Campeonato Europeo de Taekwondo entre los años 1982 y 1992.

## Palmarés internacional
| Campeonato Mundial | Campeonato Mundial | Campeonato Mundial | Campeonato Mundial |
| Año                | Lugar              | Medalla            | Categoría          |
| ------------------ | ------------------ | ------------------ | ------------------ |
| 1987               | Barcelona (España) | Medalla de oro     | –65 kg             |
| 1991               | Atenas (Grecia)    | Medalla de plata   | –65 kg             |
| Campeonato Europeo |                    |                    |                    |
| Año                | Lugar              | Medalla            | Categoría          |
| 1982               | Roma (Italia)      | Medalla de oro     | –62 kg             |
| 1986               | Seefeld (Austria)  | Medalla de oro     | –65 kg             |
| 1988               | Ankara (Turquía)   | Medalla de oro     | –65 kg             |
| 1990               | Århus (Dinamarca)  | Medalla de oro     | –65 kg             |
| 1992               | Valencia (España)  | Medalla de oro     | –70 kg             |

## Premios y reconocimientos
- En 1987 fue galardonada con el Premio Reina Sofía como mejor deportista española.
- Medalla de Oro de la Real Orden del Mérito Deportivo, otorgada por el Consejo Superior de Deportes (1994)[2]
- Medalla de honor en oro de la Unión Europea de Taekwondo (ETU) por el máximo número de títulos obtenidos (5 títulos) por un competidor, 1992.
- Deportista homologada en el Libro Guinness de los récords, 1992 a 1999.
- Premio "siete estrellas" del deporte madrileño. Concedido por la Comunidad de Madrid, 1992.
- Premio Federación Española de Taekwondo: mejor deportista femenina, 1990.
- Medalla de oro al mérito deportivo, de la Federación Española de Taekwondo: mejor deportista femenina, 1992.
- Premio Deportivo FEAMYDC Cinturón Oro Femenino de la Federación Española de Artes Marciales y Deportes de Contacto (2017).[3][4][5]